# 黔婁
黔婁（？—？），春秋戰國時魯國人（一說為齊國人），號黔婁子，諡號「康」。中国历史上著名的隐士、道家人物。生活贫穷，死时衣不裹体。著有《黔婁子》。后人多以“黔婁”作为贫士的代称。

## 生平
魯共公（一作「魯恭公」）曾欲聘黔婁为相，齊威王也曾聘其為卿，但黔婁没有接受。
相传黔婁與其妻曾在千佛山黔婁洞隐居。

## 評價與提及
陶淵明《詠貧士》：「安貧守賤者，自古有黔婁。好爵吾不榮，厚饋吾不酬。一旦壽命盡，弊服仍不周。豈不知其極，非道故無憂。
從來將千載，未復見斯儔。朝與仁義生，夕死復何求。」《五柳先生傳》「黔婁之妻有言：不戚戚於貧賤，不汲汲於富貴。」
吳筠《高士詠·黔婁先生》:「黔婁藴雅操，守約遺代華。淡然常有怡，與物固無瑕。
哲妻配明德，既沒辯正邪。辭祿乃餘貴，表諡良可嘉。」

## 家庭與軼事
黔婁去世時，家裡窮困，買不起棺木，只能將被子蓋著他。黔婁屍體上的被子因為長度不足，頭與足不得覆蓋，曾子看了十分不忍心，建議將被子斜蓋，如此頭足皆可蓋得起來。黔婁之妻表示，寧可正而不足，不願斜而有餘，曾子便被說服了。曾子又問，將以何字為黔婁之諡號。黔婁妻答覆「康」字。由於黔婁生前的衣食並不豐足，曾子不解何以以此字為其諡號。黔婁妻又道：「不戚戚於貧賤，不汲汲於富貴，求仁而得仁，求義而得義，因以『康』為諡。」